# Cambridge American Cemetery and Memorial
De Cambridge American Cemetery and Memorial is een Amerikaanse militaire begraafplaats en een kapel dicht bij het dorp Madingley in Cambridgeshire. Het werd geopend in 1956 en herdenkt de militairen die de Tweede Wereldoorlog niet hebben overleefd. De Cambridge American Cemetery and Memorial wordt beheerd door de American Battle Monuments Commission.

## De begraafplaats
De begraafplaats werd in 1943 aangelegd. Er liggen in totaal 3.812 militairen begraven. De meeste militairen zijn omgekomen tijdens de Slag om de Atlantische Oceaan of gedurende strategische bombardementen in Noordwest-Europa. In totaal liggen er 24 onbekende mannen begraven.

### Algemene opzet
Als men bij de hoofdingang richting het oosten loopt op het wandelpad, passeert men een lange uitgestrekte vijver. Over het wandelpad heeft men het beste zicht op de groene gazons met daarop de graven van de gesneuvelde soldaten. Aan de zuidelijke zijde van de begraafplaats vindt men de muur waarop de namen van de vermisten staan. Een eindje verderop is het gedenkteken met de kapel.

### De Kapel
De kapel is gemaakt van steen afkomstig uit Portland. De deuren worden opgefrist met spullen uit de Tweede Wereldoorlog. Een grote kaart op de muur laat schematisch de luchtaanvallen en luchtdroppingen zien die op Europa werden uitgevoerd. De muur en dak van het kapel hebben een mozaïek van engelen en vliegtuigen.

## Bezoekers
De begraafplaats is dagelijks geopend, met uitzondering van  25 december en 1 januari. Personeel verstrekt informatie over de graven.